# Lepturges peruibensis
Lepturges peruibensis là một loài bọ cánh cứng trong họ Cerambycidae.